# .me
.me je vrhovna internetska domena (country code top-level domain - ccTLD) za Crnu Goru. Domenom upravlja domain.me.

## Vanjske poveznice
- IANA .me whois informacija  Arhivirana inačica izvorne stranice od 11. listopada 2007. (Wayback Machine)